# Vicélia Ângela Florenzano
Vicélia Ângela Florenzano é a ex-presidente da Confederação Brasileira de Ginástica (CBG), de 1991 a 2009. Presidente da União Pan-americana de Ginástica e difundindo o esporte no país, Vicélia fora homenageada em 2007, com a Ordem do Mérito; prêmio atribuído pela International Gymnastics Hall of Fame. Após, fora escolhida para tornar-se Membro da Comissão Executiva da Federação Internacional de Ginástica (FIG).